# David Ross (baseball)
Pour les articles homonymes, voir Ross.
David Wade Ross (né le 19 mars 1977 à Bainbridge, Géorgie, États-Unis) est un ancien receveur de baseball qui a joué dans les Ligues majeures de 2002 à 2016. 
Il fait partie de deux équipes championnes de la Série mondiale : les Red Sox de Boston en 2013 et les Cubs de Chicago en 2016.
Il est désormais manager.

## Carrière

### Dodgers de Los Angeles
Après des études secondaires à la Florida High School de Tallahassee (Floride), David Ross est repêché le 1er juin 1995 par les Dodgers de Los Angeles au 19e tour de sélection. Il repousse l'offre et suit des études supérieures à l'Université de Floride puis à l'Université d'Auburn.
Ross rejoint les rangs professionnels à l'issue du repêchage amateur de 1998 par les Dodgers de Los Angeles au septième tour de sélection. Il signe son premier contrat professionnel le 9 juin 1998. 
Il passe quatre saisons en Ligues mineures avant d'effectuer ses débuts en Ligue majeure le 29 juin 2002 avec les Dodgers de Los Angeles. Il s'aligne avec ce club jusqu'en 2004. Il dispute 118 matchs sur trois saisons dans l'uniforme des Dodgers.

### Pirates de Pittsburgh
Le 30 mars 2005, à la fin de leur entraînement de printemps, les Dodgers cèdent le contrat de Ross aux Pirates de Pittsburgh. Il joue 40 parties pour les Pirates, durant lesquelles il frappe 3 circuits, récolte 15 points produits et frappe pour ,222 de moyenne au bâton.

### Padres de San Diego
Le 28 juillet 2005, Pittsburgh transfère Ross aux Padres de San Diego en échange du joueur de champ intérieur J. J. Furmaniak. Il obtient six coups sûrs en 11 parties avec San Diego et est échangé aux Reds de Cincinnati le 21 mars 2006 pour Bobby Basham, un lanceur de ligues mineures.

### Reds de Cincinnati

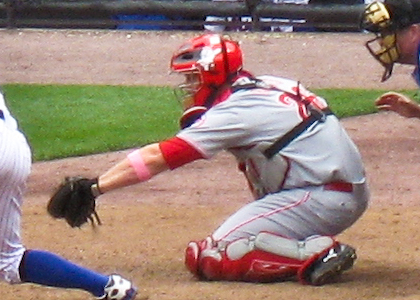
David Ross en 2008 avec les Reds de Cincinnati.

Receveur substitut pour la majorité de sa carrière dans la MLB, Ross a joué davantage à l'époque où il s'alignait avec les Reds.
En 2006 pour Cincinnati, il totalise un sommet personnel de 52 points produits et cogne 21 coups de circuits en 90 matchs.
En 2007, toujours chez les Reds, sa moyenne au bâton chute de ,255 à ,203, mais il égale son record personnel de 63 coups sûrs en une année, établi la saison précédente. Il frappe de plus 17 circuits et produit 39 points.

### Red Sox de Boston
Signé en fin de saison 2008 par les Red Sox de Boston après avoir été libéré par les Reds de son contrat, Ross participe à quelques parties avec eux en fin d'année et obtient une présence comme suppléant dans un match de Série de championnat contre les Rays.

### Braves d'Atlanta

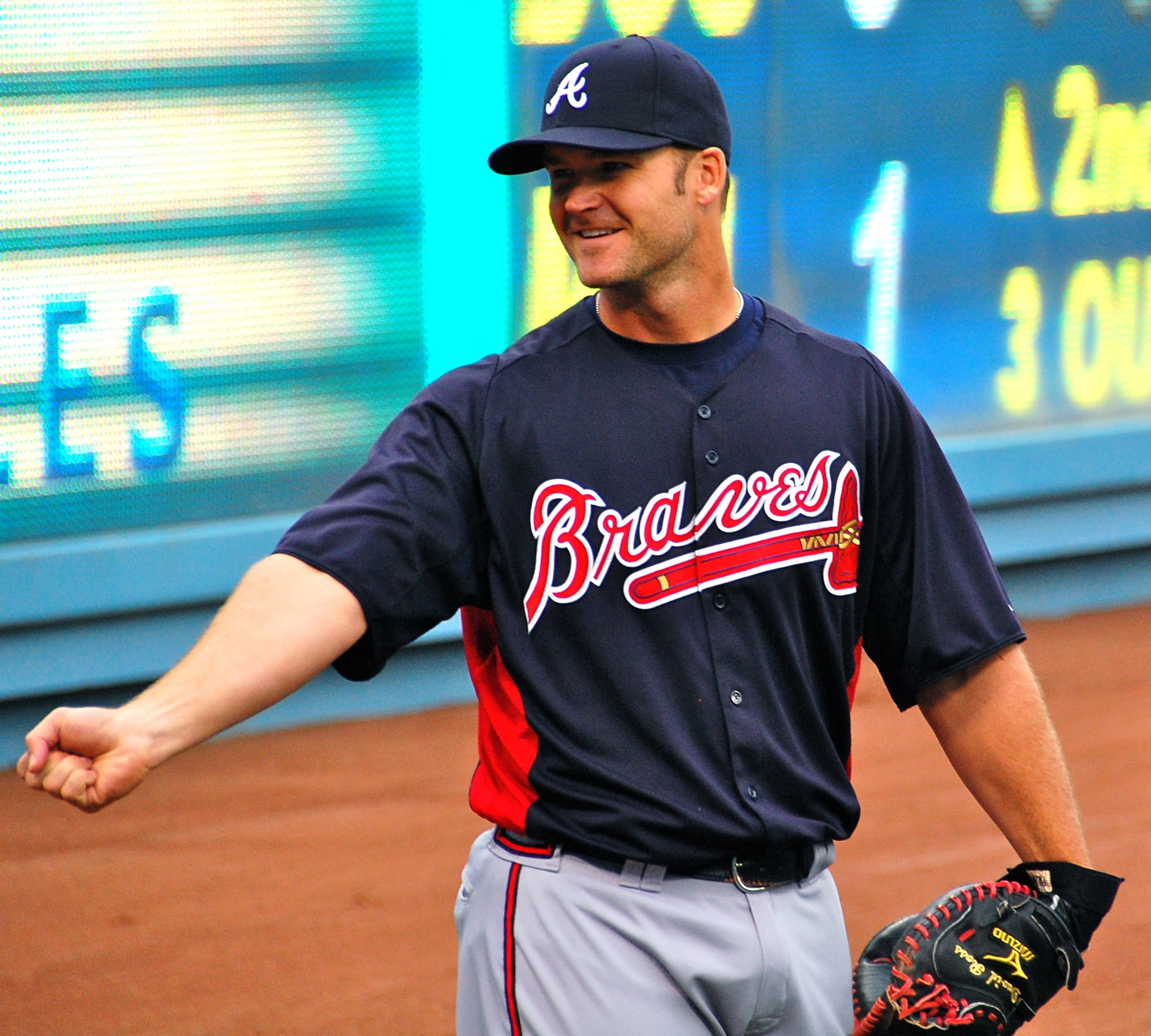
David Ross en 2012 avec les Braves d'Atlanta.

En décembre 2008, il signe un contrat de deux saisons avec les Braves d'Atlanta. Il sert depuis de substitut au receveur Brian McCann.
En juillet 2010, il accepte une prolongation de contrat de deux saisons avec Atlanta. 
Durant ses années à Atlanta où il assure la relève du receveur étoile Brian McCann, Ross est souvent cité comme le meilleur receveur substitut des majeures,,.

### Retour chez les Red Sox de Boston
En novembre 2012, après cinq saisons à Atlanta, Ross retourne chez les Red Sox et signe un contrat de deux ans.
La première année de Ross à Boston est marquée par deux commotions cérébrales, causées chaque fois par des fausses balles qui cognent violemment contre son masque de receveur. Il est sur la liste des joueurs blessés du 12 au 24 mai 2013, puis y retourne, cette fois pour une plus longue période, après une nouvelle commotion à la mi-juin. Jarrod Saltalamacchia finit par jouer la majorité des parties des Red Sox au poste de receveur, secondé par Ryan Lavarnway, alors que Ross finit dispute 22 parties derrière le marbre, et 36 matchs au total. Il frappe pour à peine ,216 de moyenne au bâton en 2013 avec 4 circuits et 10 points produits. Il réintègre le club à la fin du mois d'août.
Il fait partie de la formation des Red Sox qui est championne de la Série mondiale 2013. En séries éliminatoires, Ross récolte 6 coups sûrs dont 3 double en 8 matchs joués.

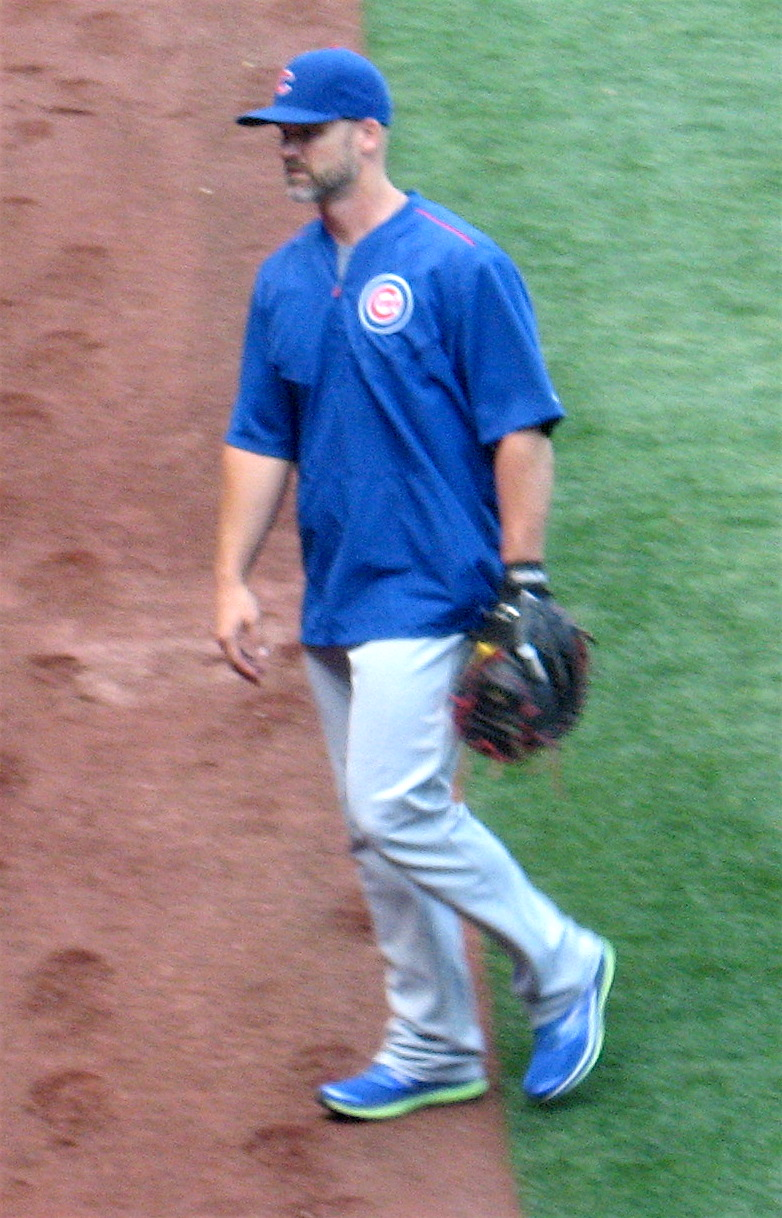
David Ross en 2016 avec les Cubs de Chicago.

En 2014, il est le receveur personnel du gaucher Jon Lester des Red Sox. Il apparaît dans 50 matchs mais ne frappe que pour ,188 de moyenne au bâton, avec 7 circuits.

### Cubs de Chicago
Le 23 décembre 2014, David Ross rejoint son ex-coéquipier Jon Lester chez les Cubs de Chicago, de qui il accepte un contrat de 5 millions de dollars pour deux saisons.
Il annonce que la saison 2016 sera la dernière de sa carrière sportive. Elle se termine en apothéose le 2 novembre suivant lorsque les Cubs remportent la Série mondiale 2016, pour leur premier titre en 108 ans.

## Dans les médias
En 2017 il participe à Dancing with the Stars 24.